# 波季克基濟亞河
波蒂克基賈河（烏克蘭語：Потік Кізя），是烏克蘭西部的河流，屬於茲布魯奇河的左支流。該河發源自馬里亞尼夫卡以東，流經赫梅利尼茨基州的卡緬涅茨-波多利斯基區，河道全長32公里，流域面積110平方公里。